# Hestiasula nitida
Hestiasula nitida är en bönsyrseart som beskrevs av Brunner 1892. Hestiasula nitida ingår i släktet Hestiasula och familjen Hymenopodidae. Inga underarter finns listade i Catalogue of Life.